# Jiří Rosický
Jiří Rosický (* 11. November 1977 in Prag) ist ein ehemaliger tschechischer Fußballspieler.

## Karriere
Jiří Rosický begann mit neun Jahren beim kleinen Prager Verein ČKD Kompresory. 1988 wurde er von Sparta Prag verpflichtet, wobei es zu einer kuriosen Situation kam: Der Vater Jiří Rosický senior stimmte dem Transfer nur unter der Bedingung zu, dass Sparta auch Jiřís drei Jahre jüngeren Bruder Tomáš verpflichten würde. Sparta, vom Talent Jiřís weit mehr überzeugt als von Tomáš, stimmte schließlich zu.
1996 wurde Rosický, eines der hoffnungsvollsten Talente des tschechischen Fußballs, von Atlético Madrid verpflichtet. Er spielte zunächst erfolgreich für das B-Team sowie die tschechische U-21-Auswahl und stand kurz vor dem Sprung in die A-Mannschaft, als er sich eine schwere Knieverletzung zuzog, die, wie sich später herausstellen sollte, seine Karriere schwer beeinträchtigte. Schlimmer als die Verletzung selbst aber wog die falsche Behandlung der spanischen Ärzte. Jiří Rosický fiel monatelang aus und kam in Madrid nicht mehr auf die Beine.
2000 wurde er an den damaligen österreichischen Bundesligisten SW Bregenz transferiert, wo er regelmäßig spielte und annähernd an seine alte Form anknüpfen konnte. Er stand kurz vor einem Wechsel zu Sparta Prag, der schließlich doch nicht zustande kam. Er unterschrieb erneut einen Einjahresvertrag in Bregenz. Die weiteren Jahre in Vorarlberg liefen nicht mehr so gut.
Im Sommer 2003 versuchte es Rosický doch noch einmal bei Sparta, setzte sich aber nicht mehr durch. Das ewige Talent spielte 13 Mal für das B-Team, wechselte nach nur einem halben Jahr zum FK Jablonec 97 und debütierte mit 26 Jahren in der 1. Tschechischen Liga. Bis Saisonende kam er auf nur noch zwei weitere Einwechslungen.
Im August 2005 wechselte er zum Drittligisten Bohemians Prag. Beim ersten Training, einem medialen Großereignis nach der Wiederbelebung des in Konkurs gegangenen Klubs war sogar sein Bruder Tomáš anwesend. Die Erwartungen in ihn konnte Rosický auch in der dritten Liga nicht mehr erfüllen, wenn er auch zunächst noch regelmäßig spielte. Nach dem Aufstieg 2006 baute Trainer Zbyněk Busta nicht mehr auf den verletzungsanfälligen Rosický, der nur noch einige Male im B-Team zum Einsatz kam, und legte ihm nahe sich einen neuen Verein zu suchen, da es für die 2. Liga nicht mehr reiche. Jiří Rosický gab den Kampf gegen sein linkes Knie auf und beendete im Dezember 2006 mit nur 29 Jahren seine Karriere.
Anschließend begann Jiří Rosický für die Agentur ISM des Spielerberaters Pavel Paska zu arbeiten.